# Klek (Slivno)
Klek falu Horvátországban, Dubrovnik-Neretva megyében. Közigazgatásilag Slivno községhez tartozik.

## Fekvése
Makarskától légvonalban 58, közúton 80 km-re délkeletre, Pločétől légvonalban 16, közúton 29 km-re délkeletre, községközpontjától légvonalban 6, közúton 15 km-re délkeletre Neretva-folyó deltavidékétől délre, az Adria-parti főút mentén, az azonos nevű öbölben fekszik.

## Története
Klek a  14. században szerepel először írott forrásban, mint sókereskedelem helyszíne. A település már 1490 előtt török uralom alá került, a törökök a Klek nevű magaslaton felépítették Kulina várát. A török uralom több mint kétszáz évig tartott,  a velenceiek 1689-ben foglalták el a várat, melyet rögtön meg is erősítettek. 1691-ben Kulina új nevet kapott. A Smrdan nevet azért adták neki, mert 1691-ben a Vule Nonković vezette velencei sereg itt mért nagy vereséget a törökre. A rengeteg temetetlen emberi és lótetem olyan elviselhetetlen bűzt árasztott, hogy a nép a várat átkeresztelte smrdanra, azaz büdösre.
A török alóli felszabadítás után két hullámban a szomszédos Hercegovinából érkezett horvát ajkú lakosság telepedett le a slivnoi területen. Az első telepesek már 1686-ban megérkeztek és legelőször Opuzen környékét népesítették be. Slivno felszabadítása után népesültek be a slivnoi falvak. A második nagyobb hullám az ún. kis háború (1714-1718) idején érkezett. Már rögtön a felszabadulás után 1689-ben megalapították a slivno ravnoi plébániát. A velencei uralomnak 1797-ben vége szakadt és osztrák csapatok vonultak be Dalmáciába. 1806-ban az osztrákokat legyőző franciák uralma alá került, de Napóleon lipcsei veresége után 1813-ban újra az osztrákoké lett. A településnek 1880-ban 18, 1910-ben 19 lakosa volt. 1918-ban az új szerb-horvát-szlovén állam, majd később Jugoszlávia része lett. A második világháború idején a Független Horvát Állam része volt. A háború után a szocialista Jugoszlávia része lett. A második világháborút követően a Kis-Neretva és a tengerpart mentén több új település is létrejött, miközben a régi, magasabban fekvő települések kiürültek. Klek lakossága a délszláv háborút követően nőtt meg ugrásszerűen. A településnek 2011-ben 230 lakosa volt, akik a turizmusból, halászatból, valamint gyümölcs- és zöldségtermesztésből éltek.

## Népesség
| Lakosság változása | Lakosság változása | Lakosság változása | Lakosság változása | Lakosság változása | Lakosság változása | Lakosság változása | Lakosság változása | Lakosság változása | Lakosság változása | Lakosság változása | Lakosság változása | Lakosság változása | Lakosság változása | Lakosság változása | Lakosság változása | Lakosság változása |
| ------------------ | ------------------ | ------------------ | ------------------ | ------------------ | ------------------ | ------------------ | ------------------ | ------------------ | ------------------ | ------------------ | ------------------ | ------------------ | ------------------ | ------------------ | ------------------ | ------------------ |
| 1857               | 1869               | 1880               | 1890               | 1900               | 1910               | 1921               | 1931               | 1948               | 1953               | 1961               | 1971               | 1981               | 1991               | 2001               | 2011               | 2021               |
| 0                  | 0                  | 18                 | 15                 | 16                 | 19                 | 0                  | 0                  | 36                 | 37                 | 38                 | 55                 | 71                 | 87                 | 159                | 230                | 177                |

(1857-ben, 1869-ben, 1921-ben és 1931-ben lakosságát Slivno Ravnohoz számították. Csak 1981-től számít önálló településnek.)

## Nevezetességei
- A település felett az azonos nevű magaslaton található Smrdan várának romja.[4] A várat a török építette a 15. század végén, vagy a 16. század elején. Az északi oldalán található hengeres torony ma is két emelet magasságban áll. Nagyszerű kilátás nyílik innen Klek környékére és a közeli szigetvilágra.

- A Nagyboldogasszony templom a 18. században a török uralom alóli felszabadulás után épült Smrdan falain belül. A régi dokumentumok még Szent Rókus templomként említik, ez alapján úgy tűnik, hogy többször is felszentelték, utoljára 1927-ben. Az oldalfalakon két íves ablak, a homlokzat közepén kereszttel díszített körablak látható. felette három harangszámára kialakított nyitott harangtorony található. Oltárán melyet 1907-ben Tirolban vásároltak a Nagyboldogasszony bizánci stílusú képe látható. A képhez Nagyboldogasszony ünnepén mezítláb zarándokolnak a hívek. 1779-ben Fabijan Blašković makarskai püspök csodatevő képpé nyilvánította. A templomban évente kétszer, Szent Rókus és Nagyboldogasszony ünnepén mondanak misét.

- A Smrdan feletti csúcson áll Gradina történelem előtti várának maradványa, három koncentrikusan szárazon rakott falakból épített erődítmény, ahonnan nagyszerű kilátás nyílik a Ston-földszorosra, a Pelješac-félszigetre, a Neretva torkolatvidékére és Naronára.

- A Szent Péter és Pál templom új épület. Az 1965-ben kialakított turistatelep közelében egy kápolna helyén épült, melyet 1968-ban családi házként építettek. Az akkori kommunista hatóságok ugyanis nem engedélyezték ide templom építését. Ezért az akkori plébános Mate Kaleb atya Franić érsekkel egyetértésben úgy döntött, hogy Matija Prović telkére családi házként építi meg. Az építés után a tulajdonos egyszerűen az egyháznak ajándékozta, amely kápolnát alakított ki benne. Berendezése egyszerű egy szembemiséző oltárral és egy Szent Péter szoborral, mely Viktor Konjedič szobrászművész munkája.

- A négyszögletes alaprajzú Nonković-tornyot[5] Nikola Nonković szerdár építtette 1690 nyarán a török elleni védelem céljából. Négyemeletes, szabályos négyszög alaprajzú, nyeregtetős épület, megfelelően faragott kőtömbökből építve. Minden emeleten két ablak található konzolokkal és kőgyűrűkkel. A nyugati homlokzaton van a bejárati ajtó profilozott áthidalóval és ajtófélfákkal, az ajtó fölött pedig a tornyot építő Nonković család címere. A torony mögötti a kápolna dongaboltozatos, a homlokzat tetején pedig oromfalú harangdúc áll. A templom mellett kávás kút található, amelynek sarkait nagy stilizált kőlevelek díszítik. A torony ma is teljes magasságban áll.

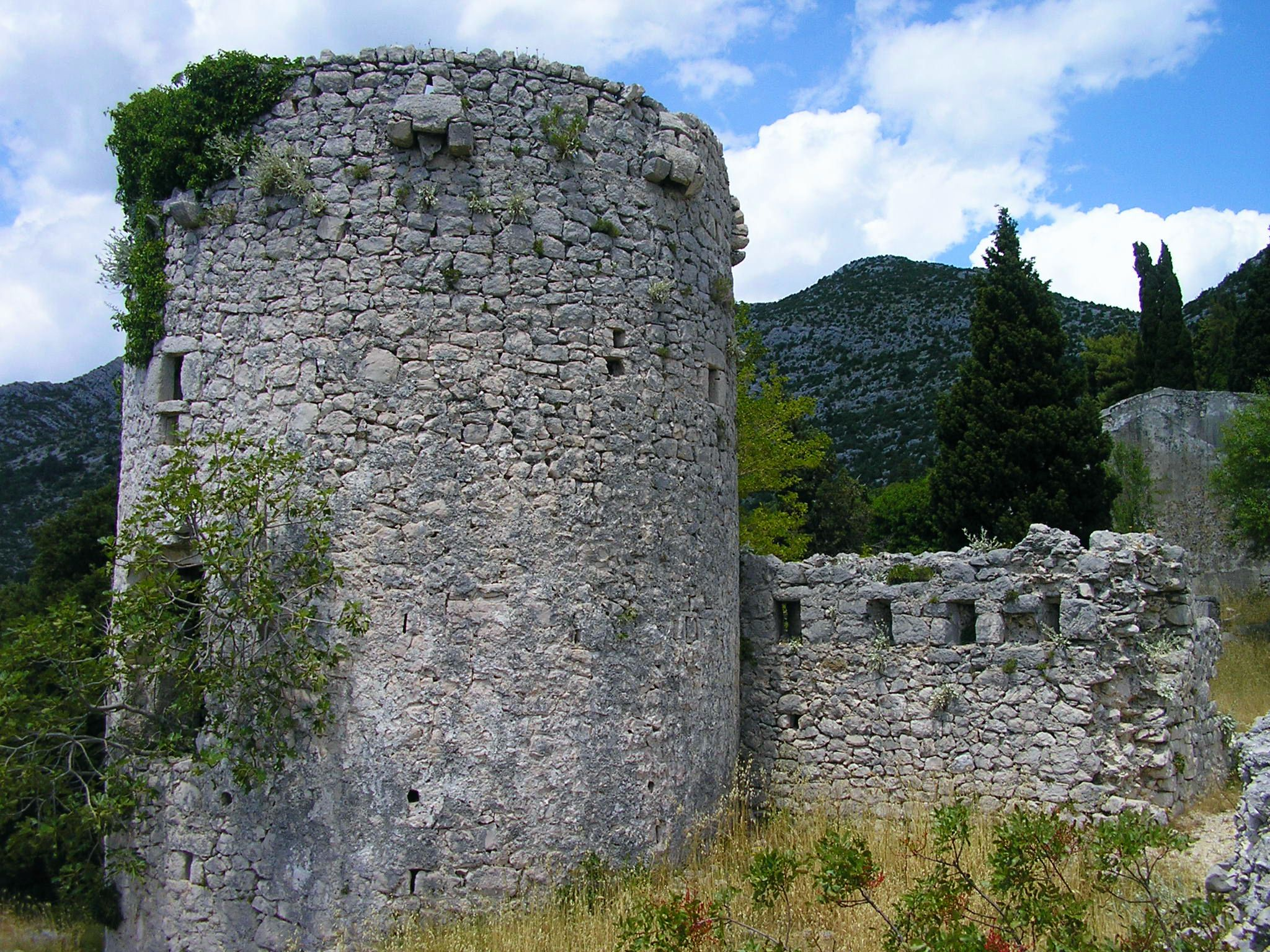
Smrdan vára
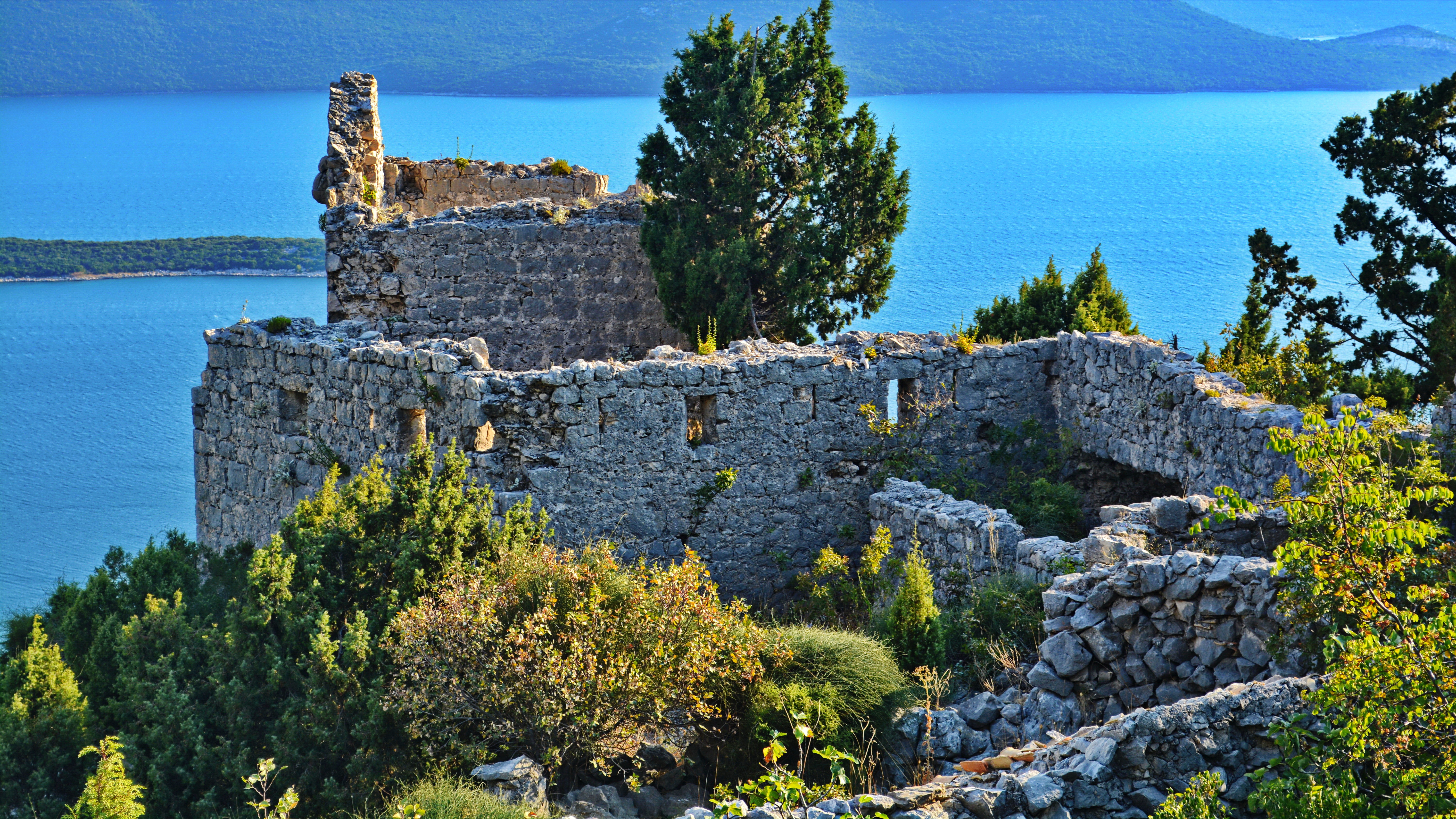
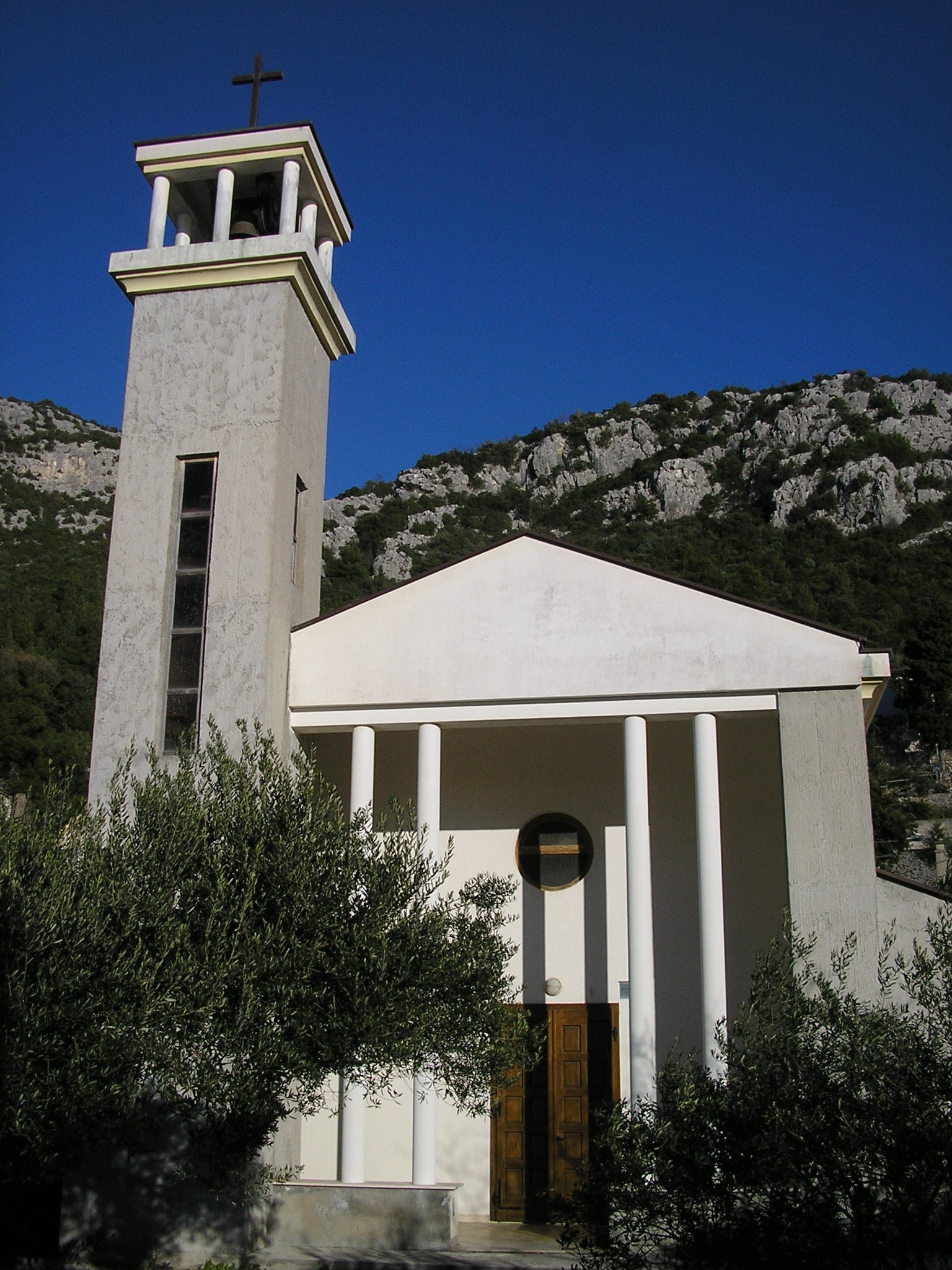
Szent Péter és Pál templom

## Gazdaság
A település lakóinak fő bevételi forrása a turizmus. A település teljes hosszában kavicsos stranddal és hosszú tengerparti sétánnyal a Lungo Maréval rendelkezik. A sportok kedvelőinek a kerékpár, asztali  tenisz, tenisz, mini golf, bocsa, foci, kosár, röplabda, búvárkodás és a vitorlázás állnak rendelkezésre. Hajókirándulások indulnak a Pelješac-félsziget és a Neretva-folyó irányába. A vendégeket számos magánszállás, több étterem, kiskocsma, kávéház, bár és üzlet várja.